# Холм Теплинский
Холм Теплинский — опустевшая деревня в Пошехонском районе Ярославской области. Входит в состав Белосельского сельского поселения.

## География
Находится в северной части Ярославской области на расстоянии приблизительно 31 км на восток-юго-восток по прямой от районного центра города Пошехонье.

## История
Деревня была отмечена еще на карте 1798 года. В 1859 году здесь (деревня Пошехонского уезда Ярославской губернии) было учтено 13 дворов, в 1898 — 15.

## Население
Численность населения: 104 человека (1859 год), 10 (русские 100 %) в 2002 году, 0 в 2010.